# Lamentaciones de Ur

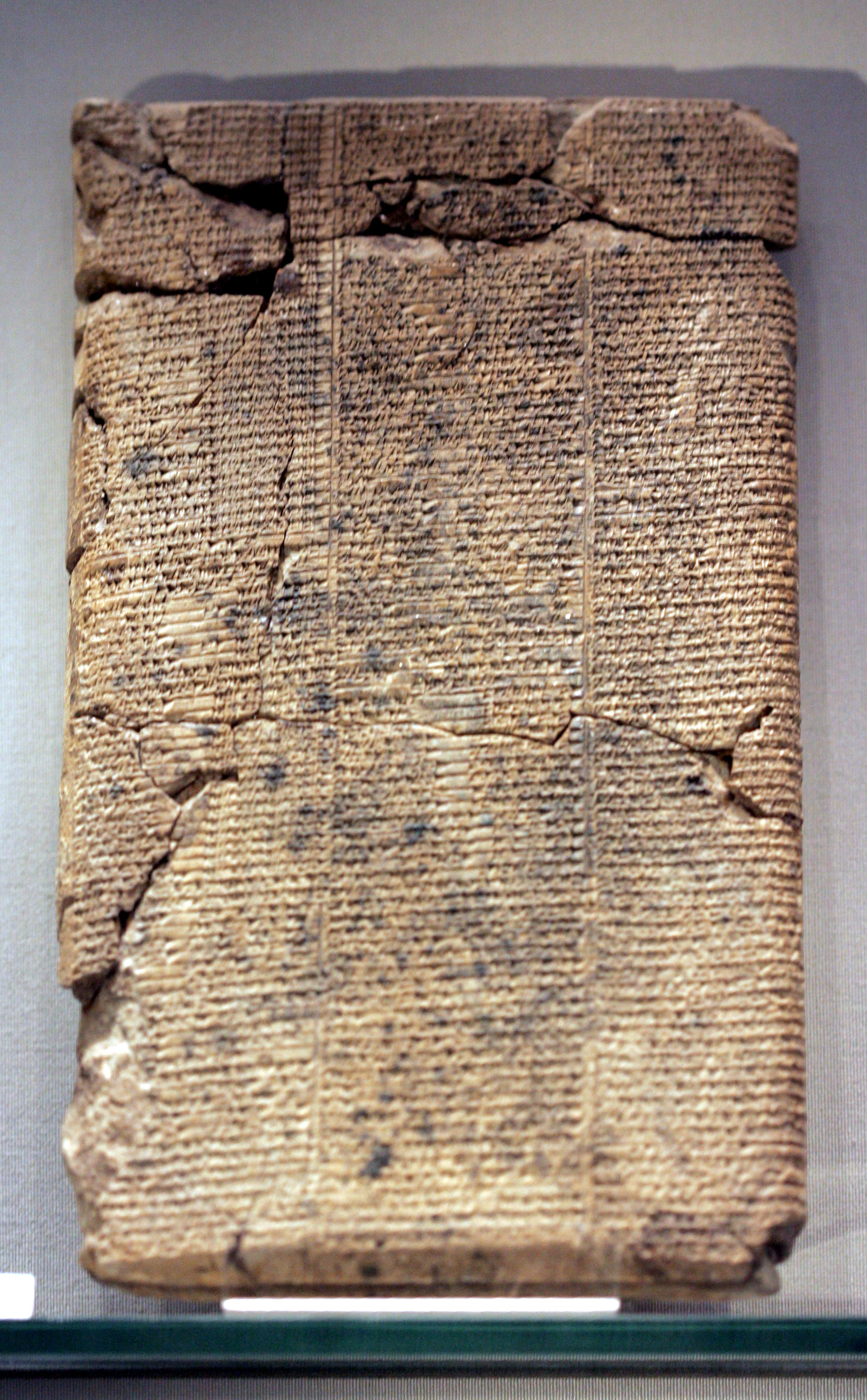
Tablilla con las Lamentaciones.

La Lamentación por la ciudad de Ur o simplemente Lamentaciones de Ur es un poema sumerio compuesto tras la caída y destrucción de Ur a manos del Imperio elamita y el final de la brillante tercera dinastía de la ciudad (aproximadamente en el 2000 a. C.). Constituye el texto más destacado del periodo hegemónico de Isin, último pero esplendoroso periodo de la literatura sumeria. Contiene una, probablemente la primera, de cinco lamentaciones sobre ciudades de Mesopotamia, en la voz de sus dioses. 
Las lamentaciones, conocidas como "balag", constituyeron uno de los dos grandes géneros literarios sumerios. En ellas los poetas describían desastres históricos y el sufrimiento de las personas y de los dioses. En este último caso se trataba de verdaderas elegías o canciones fúnebres. Físicamente estas composiciones han llegado a nuestros días plasmadas en un conjunto de tablillas de arcilla escritas con caracteres cuneiformes. Las lamentaciones de Ur hacen referencia a un extendido período de sequía y desertización que prácticamente destruyó esta ciudad que era el centro de uno de los llamados "estados de regadío". La desertización fue acompañada de una terrible hambruna y consiguiente mortandad. Tal catástrofe natural actualmente se explica por haberse producido en el Océano Pacífico meridional un "mega-Niño" cuyos efectos reflejados en la región de Asia en la cual se encontraba Ur, fueron una drástica disminución de las precipitaciones. A este conjunto de catástrofes naturales le acompañó una fuerte decadencia e inestabilidad del poder político de la ciudad.
Samuel Noah Kramer realizó la primera edición completa de las Lamentaciones, compilando veintidós fragmentos diferentes. Esta edición fue publicada en 1940 por la Universidad de Chicago con el título Lamentation over the Destruction of Ur (Assyriological Study no. 12.